# Geerhardus Vos
Pour les articles homonymes, voir Vos.
Geerhardus Johannes Vos (14 mars 1862 - 13 août 1949) est un théologien calviniste américain d'origine néerlandaise et l'un des principaux représentants de la théologie de Princeton. On l'a parfois surnommé le père de la théologie biblique réformée.

## Biographie

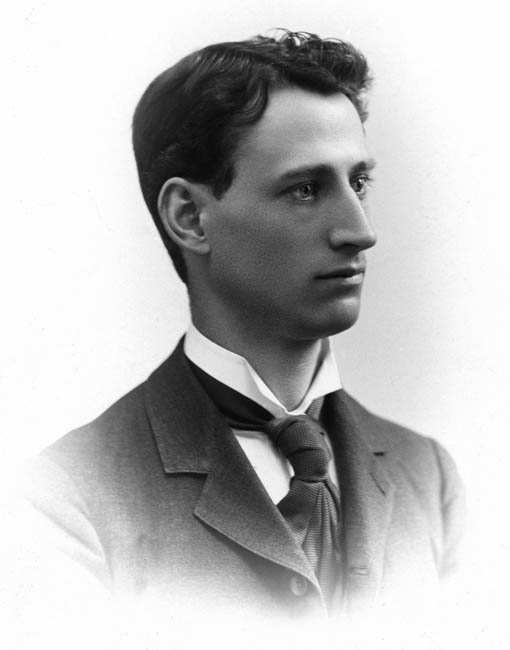
Geerhardus Vos jeune homme.

Geerhardus Vos est le fils d'un pasteur reréformé néerlandais en poste à Heerenveen en Frise (Pays-Bas). En 1881, alors que Geerhardus avait 19 ans, son père accepte l'appel de la paroisse chrétienne réformée de Grand Rapids, dans le Michigan, et en devient le pasteur.
Geerhardus Vos commence ses études au séminaire théologique Calvin (en) de l'Église réformée chrétienne à Grand Rapids, avant de passer au séminaire théologique de Princeton. Il termine ses études en Allemagne, d'abord à Berlin puis à l'Université de Strasbourg, où, en 1888, il obtient un doctorat en études arabes.
Herman Bavinck et Abraham Kuyper essayent alors de le convaincre de devenir professeur d'Ancien Testament à la Université libre d'Amsterdam, mais il décide de retourner en Amérique. Ainsi, à l’automne 1888, Geerhardus Vos devient professeur au Séminaire théologique Calvin de Grand Rapids. En 1892, il intègre le séminaire théologique de Princeton, où il devient le premier professeur de théologie biblique. À Princeton, il a enseigné aux côtés de J. Gresham Machen et de Benjamin B. Warfield et il y écrit ses œuvres les plus célèbres, notamment "L'escatologie paulinienne" (Pauline Eschatology, 1930) et "La théologie biblique : ancien et nouveau testaments" (The Biblical Theology: Old and New Testaments, 1948). Malgré son opposition à l'influence moderniste grandissante à Princeton à la fin des années 1920, il ne rejoint pas le séminaire théologique de Westminster créé par John Gresham Machen, et reste au séminaire de Princeton sans doute parce qu'il était proche de la retraite. Il se retire en effet en Californie trois ans plus tard, en 1932.
En 1894, Geerhardus Vos épouse Catherine Smith. Connue pour être l'auteur de la Bible pour enfants, elle décède en 1937. Le ménage avait eu trois fils et une fille. L'un de leurs fils, JG Vos (1903-1983), étudie au séminaire de théologie de Princeton, est consacré pasteur au sein de l'Église presbytérienne réformée d'Amérique du Nord (Reformed Presbyterian Church of North America (en)) et est également professeur au Geneva College (en) en Pennsylvanie.
Les cinq volumes de la "Dogmatique réformée" (Reformed Dogmatics) de Geerhardus Vos ont été traduits du néerlandais en anglais par Richard B. Gaffin Jr. et d'autres. Le premier volume a été publié en 2013 et le cinquième en 2016.

## Œuvres

### Livres
- Geerhardus Vos, The Mosaic Origin of the Pentateuchal Codes, New York, A. C. Armstrong & Son, 1886 (OCLC 3144180)
- Geerhardus Vos, The Idea of Biblical Theology as a Science and as a Theological Discipline : The Inauguration Of Rev. Geerhardus Vos, Ph.D., D.D., as Professor Of Biblical Theology, New York, A. D. F. Randolph, 1894 (OCLC 8838483)
- Geerhardus Vos, The Teaching of Jesus Concerning the Kingdom of God and the Church, New York, American Tract Society, 1903 (OCLC 3919537)
- Geerhardus Vos, Grace and Glory : sermons preached in the chapel of Princeton Theological Seminary, Grand Rapids, MI, Reformed Press, 1922 (OCLC 4995486)
- Geerhardus Vos, The Self-Disclosure of Jesus : The Modern Debate about the Messianic Consciousness, New York, George H. Doran Co, 1926 (OCLC 2430774)
- Geerhardus Vos, The Pauline Eschatology, Grand Rapids, MI, Baker Book House, 1930 (OCLC 697175240)
- Geerhardus Vos, Charis, English Verses, Princeton, NJ, Princeton Theological Seminary, 1931 [3]
- Geerhardus Vos, Western Rhymes, Princeton, NJ, Princeton Theological Seminary, 1933 [4]
- Geerhardus Vos, Biblical Theology : Old and New Testaments, Philadelphia, PA, Theological Seminary of the Reformed Episcopal Church, 1934 (OCLC 66323285)
- Geerhardus Vos, The Teaching of the Epistle to the Hebrews, Philadelphia, PA, Theological Seminary of the Reformed Episcopal Church, 1944 (OCLC 5971869)

Publiés à titre posthume
- Geerhardus Vos, The Eschatology of the Old Testament Phillipsburg, NJ, P&R Publishing, 2001, 176 p. (ISBN 978-0-87552-181-7, OCLC 45888861)
- Geerhardus Vos, Redemptive History and Biblical Interpretation : The Shorter Writings of Geerhardus Vos, Phillipsburg, NJ, P&R Publishing, 1980, 559 p. (ISBN 978-0-87552-270-8, OCLC 6968978)
- Geerhardus Vos, The Collected Reviews of Geerhardus Vos, Bellingham, WA, Lexham Press, 2013
- Geerhardus Vos, The Collected Articles of Geerhardus Vos, Bellingham, WA, Lexham Press, 2013
- Geerhardus Vos, The Collected Dictionary Articles of Geerhardus Vos, Bellingham, WA, Lexham Press, 2013
- Geerhardus Vos, Reformed Dogmatics : Volume 1 : Theology Proper, Bellingham, WA, Lexham Press, 2013
- Geerhardus Vos, Reformed Dogmatics : Volume 2 : Anthropology, Bellingham, WA, Lexham Press, 2014
- Geerhardus Vos, Reformed Dogmatics : Volume 3 : Christology, Bellingham, WA, Lexham Press, 2015
- Geerhardus Vos, Reformed Dogmatics : Volume 4 : Soteriology, Bellingham, WA, Lexham Press, 2015
- Geerhardus Vos, Reformed Dogmatics : Volume 5 : Ecclesiology, the Means of Grace, Eschatology, Bellingham, WA, Lexham Press, 2016

### Articles
- « The Scriptural Doctrine of the Love of God », The Presbyterian and Reformed Review, vol. 13,‎ 1902, p. 1-37[5]
- « Jeremiah's Plaint and its Answer », The Princeton Theological Review, vol. 26,‎ 1928, p. 48l-495[6]